# Ali Haydar Kaytan
Ali Haydar Kaytan (* 26. März 1952 in Hengirvan, Provinz Tunceli; † 3. September 2018) war einer der Gründungskader der Untergrundorganisation Arbeiterpartei Kurdistans. Sein Deckname lautete Fuat. Die PKK verheimlichte den Tod fast sieben Jahre und ließ nach der Bekanntgabe Gedenkfeiern ausrichten.

## Familie und Jugend
Kaytan entstammte einer alevitisch-zazaischen Familie. Die Mutter Gülizar erlebte nach Darstellung der PKK-Zeitung Serxwebûn als junges Mädchen während des Dersim-Aufstandes die Ermordung ihrer Mutter und die Vertreibung nach Kayseri. 1951 heiratete Gülizar Ali Kaytan im nächsten Jahr wurde Ali Haydar geboren. Es folgten weitere Kinder. Insgesamt vier Geschwister der Familie schlossen sich später der PKK an. Ali Haydar besuchte die Grundschule in Büyükyurt und wohnte dort bei einer befreundeten armenischen Familie. Mittelschule und Gymnasium absolvierte Kaytan in Erzurum. Er schrieb sich anschließend für ein Jurastudium an der Universität in Istanbul ein, wechselte dann aber bald nach Ankara, um Politikwissenschaft zu studieren. Dort widmet Kaytan sich aber der Revolution, was zu Zerwürfnissen mit seinem Vater führte. In Ankara lernte Kaytan die späteren Protagonisten der PKK kennen.

## PKK
Kaytan kümmerte sich in der Anfangsphase insbesondere um den Aufbau der Organisation in seiner Heimat Dersim (Tunceli). Kurz nach Gründung der PKK heiratete Kaytan Cemile Merkit (Seher) in „revolutionärer Ehe“.  Cemile wurde von Öcalan des Verrats und der Organisationszersetzung beschuldigt und fiel nach Aussage von ehemaligen PKK-Mitgliedern mit Bruder und Vater organisationsinternen Säuberungen zum Opfer. Nach dem Militärputsch von 1980 floh er ins Ausland und übernahm die Führung eines Ausbildungslagers der Organisation im Nordirak und wurde Mitglied des Zentralkomitees der Partei. Auf dem dritten Kongress der PKK im Jahre 1986 leitete Abdullah Öcalan ein Ermittlungsverfahren gegen Ali Haydar Kaytan ein und ließ ihn festsetzen. Er musste eine ausführliche Selbstkritik verfassen und wurde anschließend von Öcalan mit Aufgaben in Europa und Deutschland betraut.
Im Jahre 1988 wurde Kaytan in Deutschland festgenommen und stand in Düsseldorf vor Gericht. Die Anklage warf ihm vor, bei einem sogenannten Revolutionsgericht im Ausbildungslager der PKK im Libanon, die Tötung zweier abtrünniger Parteikader beschlossen zu haben. Die beiden Parteimitglieder wurden nach diesem Schauprozess am 10. Juni 1987 durch ein Erschießungskommando hingerichtet.  1994 wurde Kaytan wegen Freiheitsberaubung in drei Fällen und Mitgliedschaft in einer terroristischen Vereinigung zu sieben Jahren Haft verurteilt. Kaytan hatte PKK-Kader in Europa in „Parteihaft“ nehmen lassen. Ein Fall endete tödlich, weil sich die Person aus dem 9. Stock warf, um sich dem Zugriff zu entziehen. Unter Anrechnung der Untersuchungshaft wurde Kaytan entlassen. Die Morde im PKK-Lager wurden aufgrund eines libanesischen Amnestiegesetzes nicht mehr verfolgt. Kaytan rückte erneut in die Führungsspitze (damals: „Präsidialrat“) auf. 1996 ließ Öcalan erneut ein Verfahren gegen ihn eröffnen. Nach einer Selbstkritik wurde er als Europa-Verantwortlicher eingesetzt. Das Amt hatte Kaytan während der Ergreifung Öcalans noch inne.
Kaytan hielt sich in den Kandil-Bergen auf und gehörte zum sogenannten Exekutivrat der Koma Civakên Kurdistan, einer Art übergeordneten Organisation der PKK, die die Keimzelle einer neuen Gesellschaft bilden soll.